# فلوریدا (ماساچوست)
فلوریدا، ماساچوست
فلوریدا(به انگلیسی: Florida) شهرکی در شهرستان برکشایر ایالت ماساچوست می‌باشد که در سال ۱۸۰۵ بنیان‌گذاری شده‌است. این شهرک در سرشماری سال ۲۰۱۰ میلادی، ۷۵۲ نفر جمعیت داشته‌است.